# Antilopa (companie)
Antilopa este una dintre cele mai vechi companii producătoare de încălțăminte din România, înființată în anul 1944.
Compania produce, pe lângă încălțăminte, semifabricate pentru încălțăminte și articole de marochinărie.
Compania s-a constituit prin preluarea integrală a patrimoniului întreprinderii de încălțăminte Progresul (care producea pantofi marca Antilopa înainte de 1989), care a fost reorganizată ca societate pe acțiuni, cu capital integral de stat.
În 1994, societatea s-a privatizat prin metoda MEBO.
În anul 2004 acționariatul majoritar era format dintr-un grup de 20 de persoane, directori și șefi de atelier și servicii, care controlau peste 70% din Antilopa.
În perioada comunistă, compania exporta în URSS între 1,8 și 2 milioane de perechi pe an, iar principalii concurenți interni erau Clujana, Dâmbovița și Pionierul.
Adresându-se atunci aproape exclusiv femeilor, dar producând și pentru copii, Antilopa și-a schimbat strategia după 1990.
Producția de încălțăminte pentru femei este în prezent devansată de cea pentru bărbați și de încălțămintea sport.
În anul 2002, compania a produs peste 1,6 milioane de perechi de încălțăminte, din care 93,5% au mers la export.
În anul 2004, compania avea aproximativ 1.800 de angajați, producea peste două milioane de perechi de încălțăminte în fiecare an, iar cifra de afaceri depășea 5,5 milioane de euro.
Cifra de afaceri în 2002: 5,7 milioane euro